# Épinay-sous-Sénart
Épinay-sous-Sénart – miejscowość i gmina we Francji, w regionie Île-de-France, w departamencie Essonne.
Według danych na rok 1990 gminę zamieszkiwały 13 374 osoby, a gęstość zaludnienia wynosiła 3736 osób/km² (wśród 1287 gmin regionu Île-de-France Épinay-sous-Sénart plasuje się na 200. miejscu pod względem liczby ludności, natomiast pod względem powierzchni na miejscu 780.).